# ゴルカ王国

ゴルカ王国
गोर्खा

ゴルカ王国（ゴルカおうこく、ネパール語：गोर्खा、英語：Gorkha）は、1559年から1768年まで続いたネパールの王朝。ネパール王国の前身となった王国でもある。

## 歴史

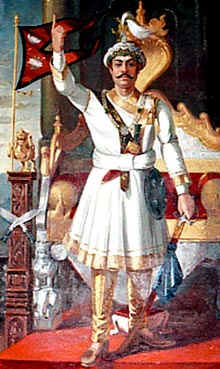
プリトビ・ナラヤン・シャハ

16世紀、ヤショー・ブラフマ・シャハ（Yasho Brahma Shah）がカスキ王国（現カスキ郡）を征服した。
1559年、ヤショー・ブラフマの子、ドラヴィヤ・シャハ（Dravya Shah）がゴルカ王国（ゴルカ朝）を確立。当時、ネパールは多くの独立した小国に分かれており、ゴルカは二四諸国にも数えられないほどの小国であった。
カトマンズ盆地では、1484年にラーヤ・マッラのバクタプル・マッラ朝から、ラトナ・マッラのカトマンズ・マッラ朝が独立。1619年にシッディナラシンハ・マッラのパタン・マッラ朝が独立し、マッラ朝は三王国時代に入る。
ラーム・シャハの治世、パタンを訪れてパタン・マッラ朝と友好関係を結び、以後ゴルカとパタンの友好関係が続いた。
ダンバル・シャハの治世、1637年にパタン・マッラ朝がカトマンズ・マッラ朝のプラターパ・マッラに攻撃されると、パタンに援軍を送った。だが、ゴルカの援軍はカトマンズ軍に敗北した。
ルドラ・シャハもまた、1671年にパタン王シュリーニヴァーサ・マッラに援軍を送り、マクワンプル・セーナ王国の攻撃に向かわせている。
ルドラの息子プリトビパティ・シャハの代になると、パタンとの友好政策を転換し、三都マッラ朝に対して様々な権謀戦術を用いた。ときにはパタンを孤立させ、またあるときにはカトマンズを孤立させた。
次のナラ・ブーパール・シャハも同様の政策を取り、とくに1725年には目まぐるしい三都対策を行ったばかりか、その後も三都に揺さぶりをかけ続けた。また、チベット交易の要衝ヌワコートを奪取しようと試みたが、このときは三都マッラ朝の結束した攻撃にあって失敗した。
1743年、プリトビ・ナラヤン・シャハが王位を継承すると、ネパール統一に乗り出す。1767年のキルティプルの戦い、1768年のカトマンズの戦いで、ネワール族のマッラ朝にゴルカ軍が勝利。同年9月、彼はネパール王に即位する。その後、1769年までにパタン、バクタプルも制圧し、盆地を統一した。
こうして、ゴルカ王国はネパール王国としての歴史を歩むこととなった。

## 歴代君主
1. ドラヴィヤ・シャハ（在位：1559年 - 1570年）
2. プールナ・シャハ（在位：1570年 - 1605年）
3. チャトラ・シャハ（在位：1605年 - 1609年）
4. ラーム・シャハ（在位：1609年 - 1633年）
5. ダンバル・シャハ（在位：1633年 - 1645年）
6. クリシュナ・シャハ（在位：1645年 - 1661年）
7. ルドラ・シャハ（在位：1661年 - 1673年）
8. プリトビパティ・シャハ（在位：1673年 - 1716年）
9. ナラ・ブーパール・シャハ（在位：1716年 - 1743年）
10. プリトビ・ナラヤン・シャハ（在位：1743年 - 1768年）